# Armenië en de Europese Unie
Armenië is geen lid van de Europese Unie, maar maakt wel deel uit van het EU Oostelijk Partnerschap. Armenië ligt in Azië, maar ziet zichzelf als een 'Europees land'. Het land heeft traditioneel nauwe banden met Rusland, maar wil graag meer samenwerking met de Europese Unie.

## Achtergrond
De relatie tussen Armenië en de Europese Unie werd in 1999 formeel vastgelegd met een Partnerschaps- en samenwerkingsovereenkomst (PCA), met als doel het bevorderen van respect voor de democratie, de rechtsstaat en de mensenrechten. Daarnaast beoogde deze overeenkomst, die de EU ook met andere landen in Oost-Europa sloot, hervormingen van de markteconomie, liberalisering van de handel en samenwerking in een groot aantal sectoren.

### Gebalanceerde relaties met Rusland en EU
Armenië werd in het kader van het Oostelijk Partnerschap programma medio 2010 klaargestoomd voor een associatie- en vrijhandelsverdrag. Onder druk van Rusland zag Armenië in 2013 hier vanaf ten faveure van de door Rusland geleide Euraziatische Economische Unie (EEU). Armenië bleef niettemin zoeken naar diepere samenwerking met de EU en in 2017 werd de PCA-overeenkomst vervangen door het CEPA, oftewel "Brede en uitgebreide partnerschapsovereenkomst". Door sommigen wordt dit ook wel een uitgekleed associatieverdrag genoemd, waarin minder dwang zit ten aanzien van politieke paragrafen.
In de eerste jaren na de revolutie van 2018 bleef Armenië een gebalanceerd buitenlands beleid voeren tussen economische relaties met Rusland en samenwerking met de Europese Unie. Vanaf 2020 raakte Armenië in toenemende mate gedesillusioneerd over de relaties met Rusland en de militaire rugdekking via de CSTO, waar het lid van is. Aanleiding waren Azerbeidzjaanse aanvallen jegens Nagorno-Karabach in de periode 2020 tot 2023, maar ook jegens onbetwist Armeens territorium en aanhoudende Azerbeidzjaanse claims daarop, waar Rusland en het CSTO een passieve houding in aannamen.
Als gevolg van deze ontwikkelingen deed Armenië een stap terug in haar deelname aan het GOS, en kondigde ze aan uit het CSTO te willen stappen. Naar aanleiding van waarschuwingen uit Rusland, stelde Armenië in 2025 vooralsnog niet van plan te zijn uit de EEU te stappen.

### Verdere EU toenadering
Op verzoek van Armenië stationeerde de EU vanaf najaar 2022 een civiele waarnemingsmissie in het grensgebied met Azerbeidzjan, vergelijkbaar met de EUMM-missie in Georgië sinds 2008. Het was daarmee de tweede EU-missie in de Zuidelijke Kaukasus vanuit het Gemeenschappelijk buitenlands en veiligheidsbeleid (GBVB). In september 2024 startten de EU en Armenië gesprekken over visum-liberalisering. Doel hiervan is dat burgers van Armenië in de toekomst visumvrij kunnen reizen naar het Schengengebied. In dezelfde periode begon de discussie in Armenië over EU-lidmaatschap, in navolging van de EU-kandidatuur van Oekraïne, Moldavië en Georgië. In maart 2025 nam het Armeense parlement een wet aan die de regering opdraagt EU-lidmaatschap na te streven. Rusland waarschuwde Armenië dat EU-lidmaatschap onverenigbaar is met het lidmaatschap van de EEU en dat de herziening van de bilaterale economische betrekkingen dan onvermijdelijk zou zijn, met alle negatieve economische gevolgen voor Armenië.